# Cheng Wen
Cheng Wen, född 6 april 1989, är en friidrottare från Kina. Han deltog vid olympiska sommarspelen 2012.